# Xiong Fei
Xiong Fei (Xinès simplificat: 熊飞; Xinès tradicional: 熊飛; pinyin: Xióng Fēi) (nascut el 21 d'octubre de 1987) és un jugador de futbol xinès que actualment juga pel Xangai Shenhua com a defensa lateral dret a la Superlliga de la Xina.

## Carrera
Inicialment jugava per a l'equip juvenil Wuhan Optics Valley F.C. i fins i tot es va graduar en l'equip sènior a inici de la temporada de 2008. Quan l'equip es va dissoldre en 2008, va ser contractat pel club de segona divisió Nanjing Yoyo, fent el seu debut el 19 d'abril de 2009 en un partit de lliga contra Guangdong Sunray Cave F.C. acabant en una derrota 1-0. El seu rendiment va ser prou bo per obtenir un lloc de titular en l'equip i ràpidament va mostrar el seu potencial d'atac, malgrat ser un defensa, quan va marcar el seu primer gol contra el Nanchang Bayi l'11 de juliol de 2009, quedant en un empat 1-1. Després de tenir una bona temporada en el Nanjing, seria transferit alequipo de primera divisió Xangai Shenhua, on faria el seu debut en entrar com a substitut en un partit de lliga el 22 d'agost de 2010 en una victòria 1-0 contra Chongqing Lifan. No obstant això li va costar tenir molt temps de joc fins a la temporada de 2011 quan Wu Xi va ser empès al centre del camp i Xiong va veure un augment del temps de joc, jugant en dotze partits al final de la temporada.